# アンタイオス

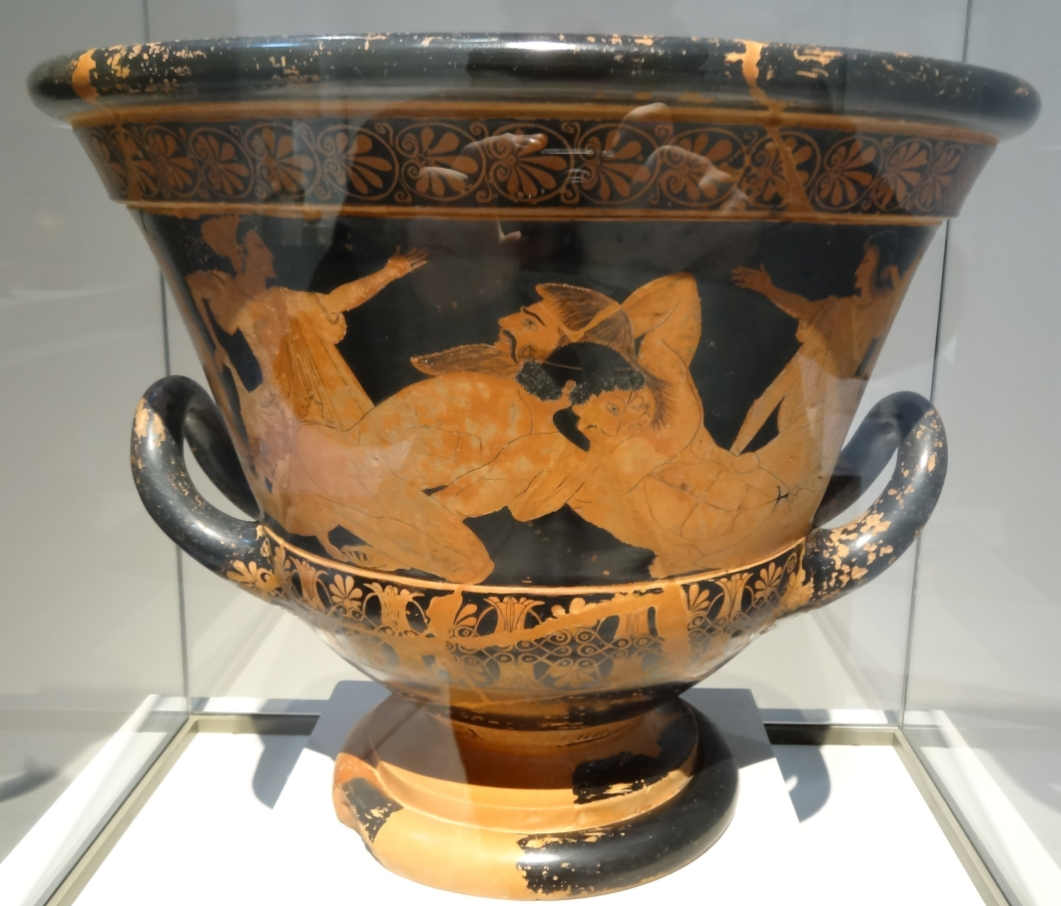
ヘーラクレースとアンタイオス。
エウフロニオスの紀元前515年–510年頃の作品, ルーブル美術館所蔵（G 103）。

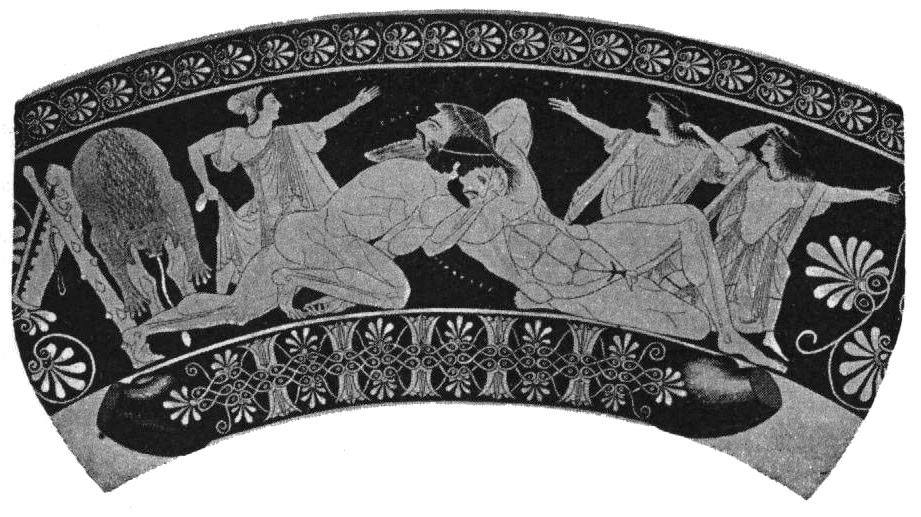
同上。

アンタイオス（古希: Ἀνταῖος, Antaios, ラテン語: Antaeus）とは、ギリシア神話に登場する好戦的な巨人である。ラテン語ではアンタエウス。
海神ポセイドーンの息子、あるいは大地の女神ガイアの息子であり、娘アルケーイスの父。英雄ヘーラクレースによって倒された。

## 物語
アンタイオスは、リビュアに住んでいて、屈強そうな旅人に戦いを挑んでは、相手を殺していた。そして、殺した相手から奪った宝物や相手の髑髏を、ポセイドーンの神殿に飾っていた。ヘーラクレースは黄金の林檎を求めて旅をしていたとき、あるいはゲーリュオーンの牛を求めて旅をしていたときにリビアを通り、アンタイオスに挑戦された。さしものヘラクレスも何度倒しても無限に復活する能力と無限に強まる力に苦戦をする。しかし大地に足がついていなければ発揮しない弱点に気づき、アンタイオスはヘーラクレースに持ち上げられ、絞め殺されてしまった。
ローマの歴史家ガビニウスによると、リビュアのリュンクス市近郊にアンタイオスの墓と60ペーキュス（27メートル）もの巨大なアンタイオスの遺骨があった。

## 美術の中のアンタイオス

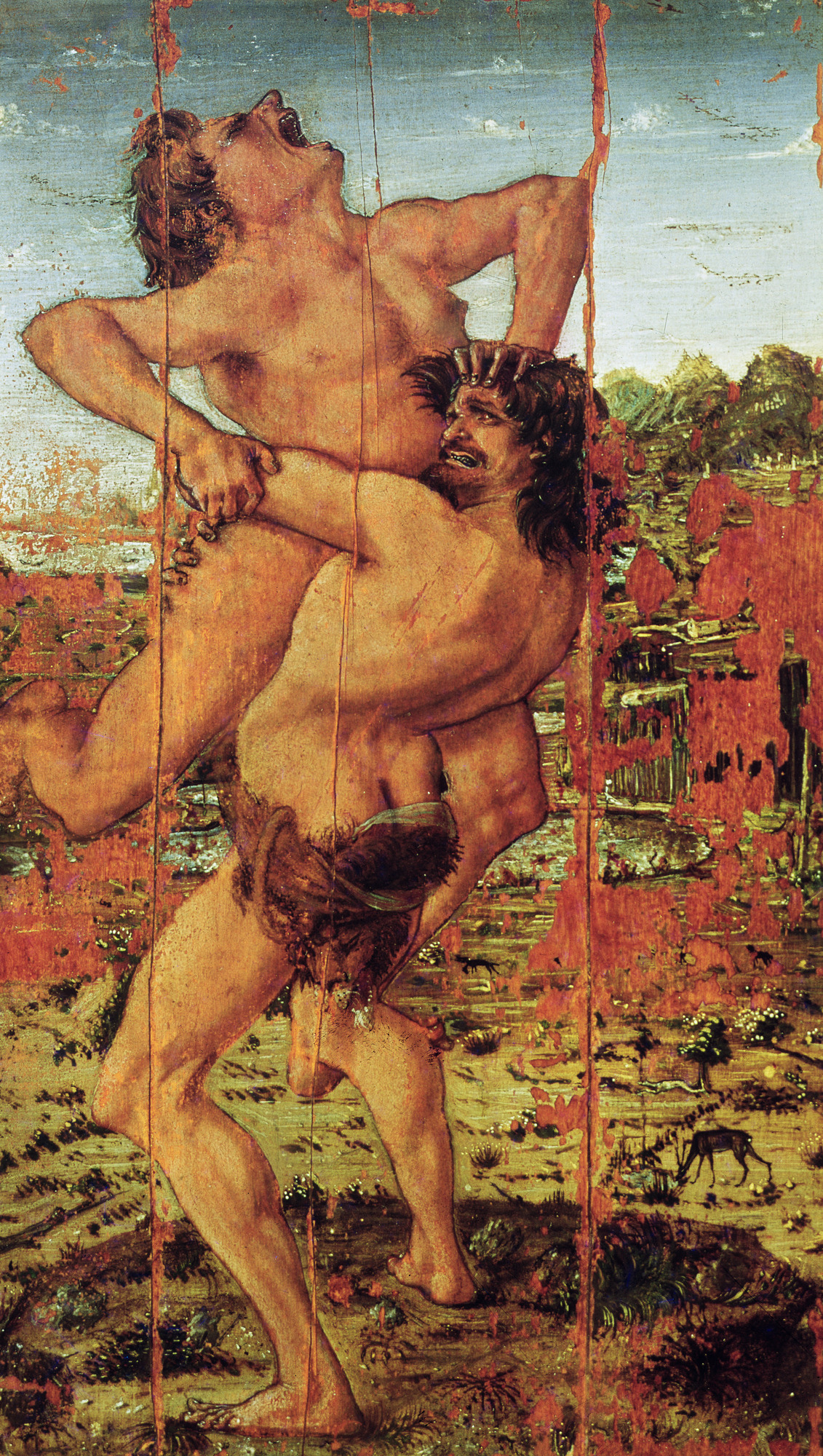
アントニオ・デル・ポッライオーロ『ヘラクレスとアンタイオス』(1475年頃) ウフィツィ美術館 蔵
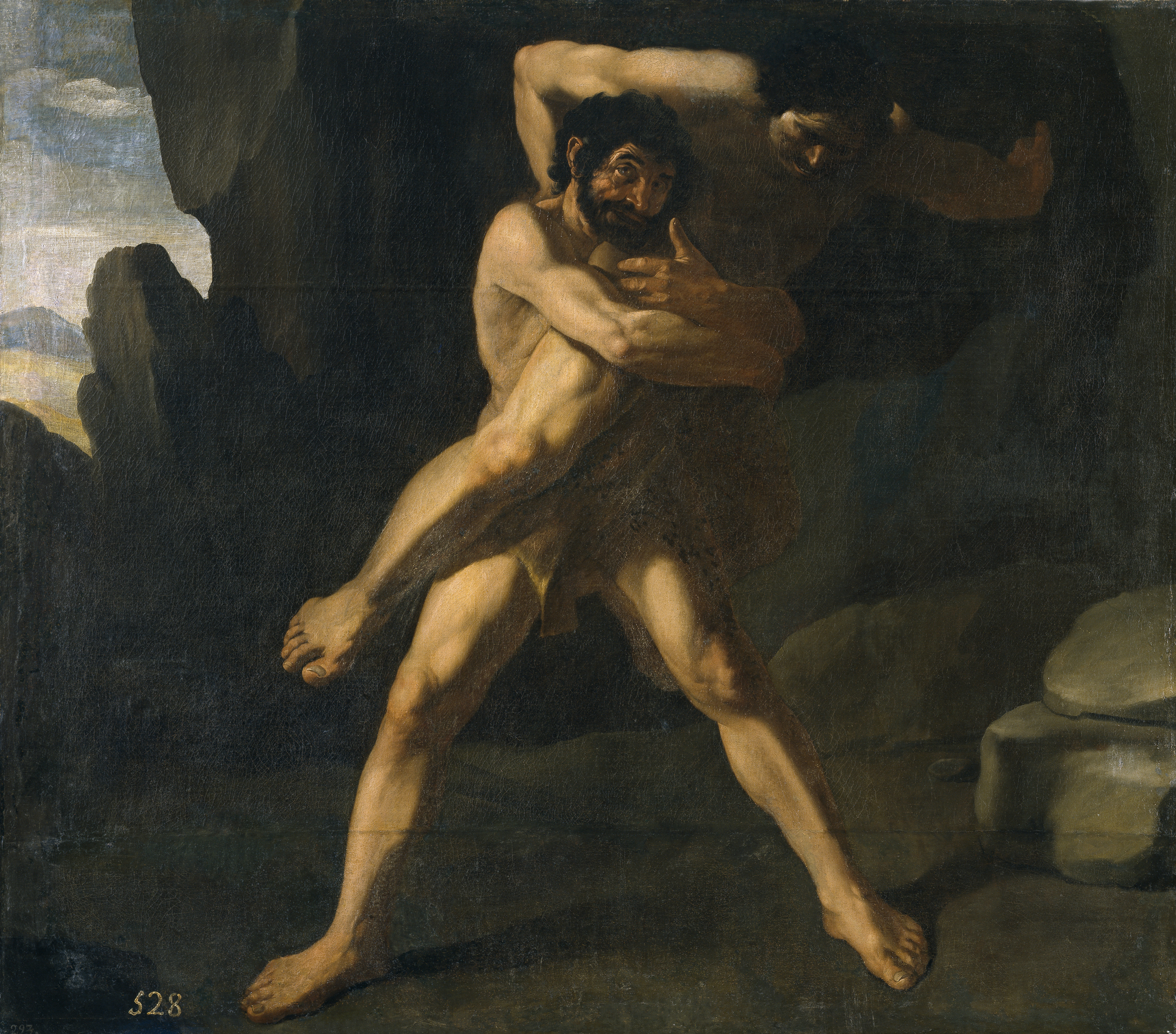
フランシスコ・デ・スルバラン『アンタイオスと戦うヘラクレス』(1634年) プラド美術館 蔵
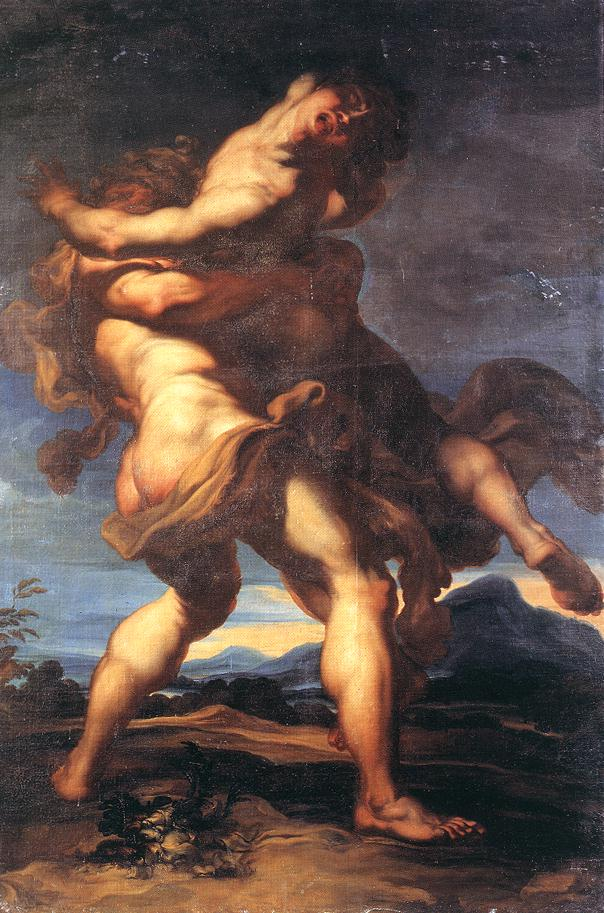
グレゴリオ・デ・フェラーリ『ヘラクレスとアンタイオス』 Palazzo Cattaneo-Adorno
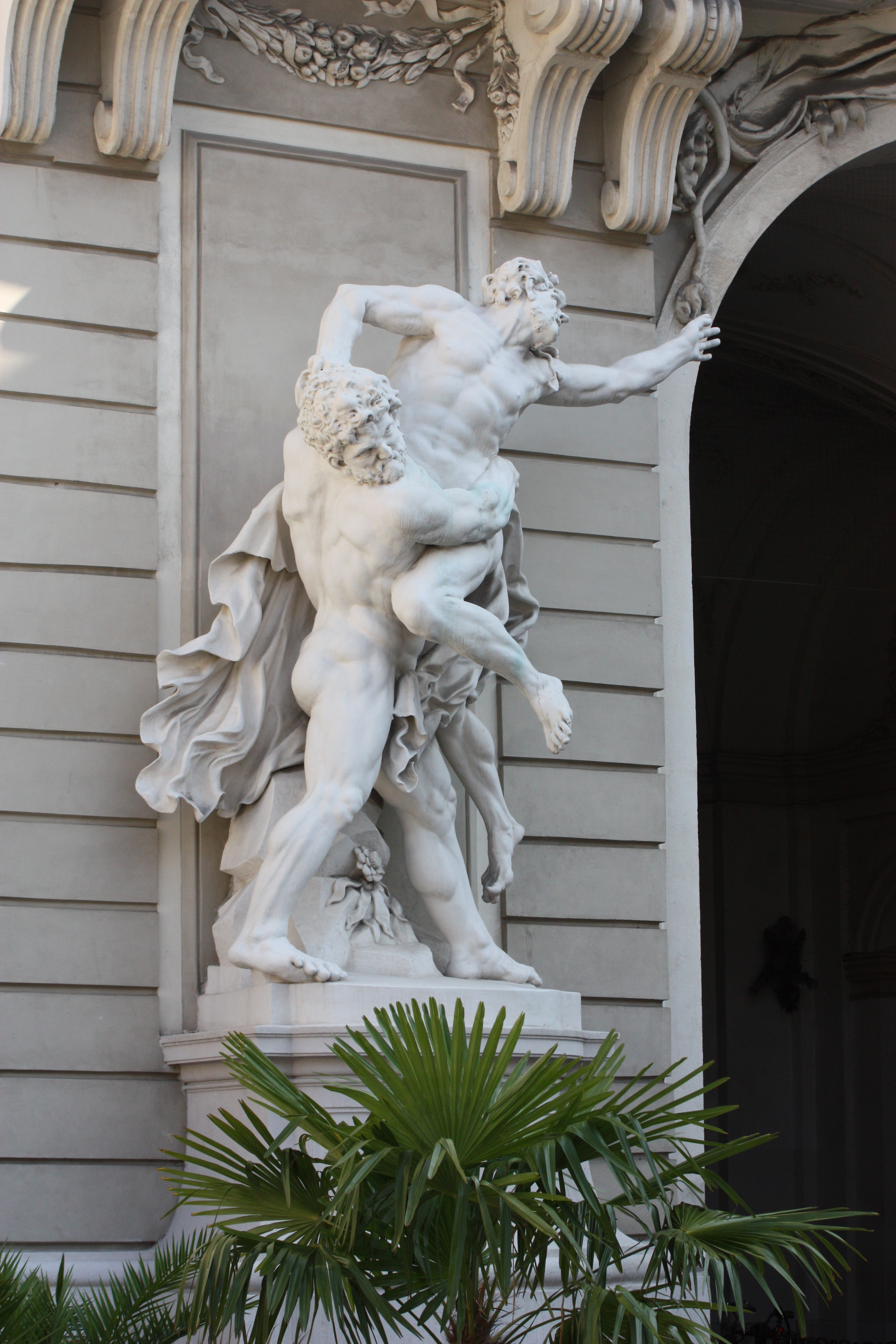
ロレンツォ・マティエッリ『ヘラクレスとアンタイオス』 ウィーン、ホーフブル宮殿